# Stanisław Kierbedź

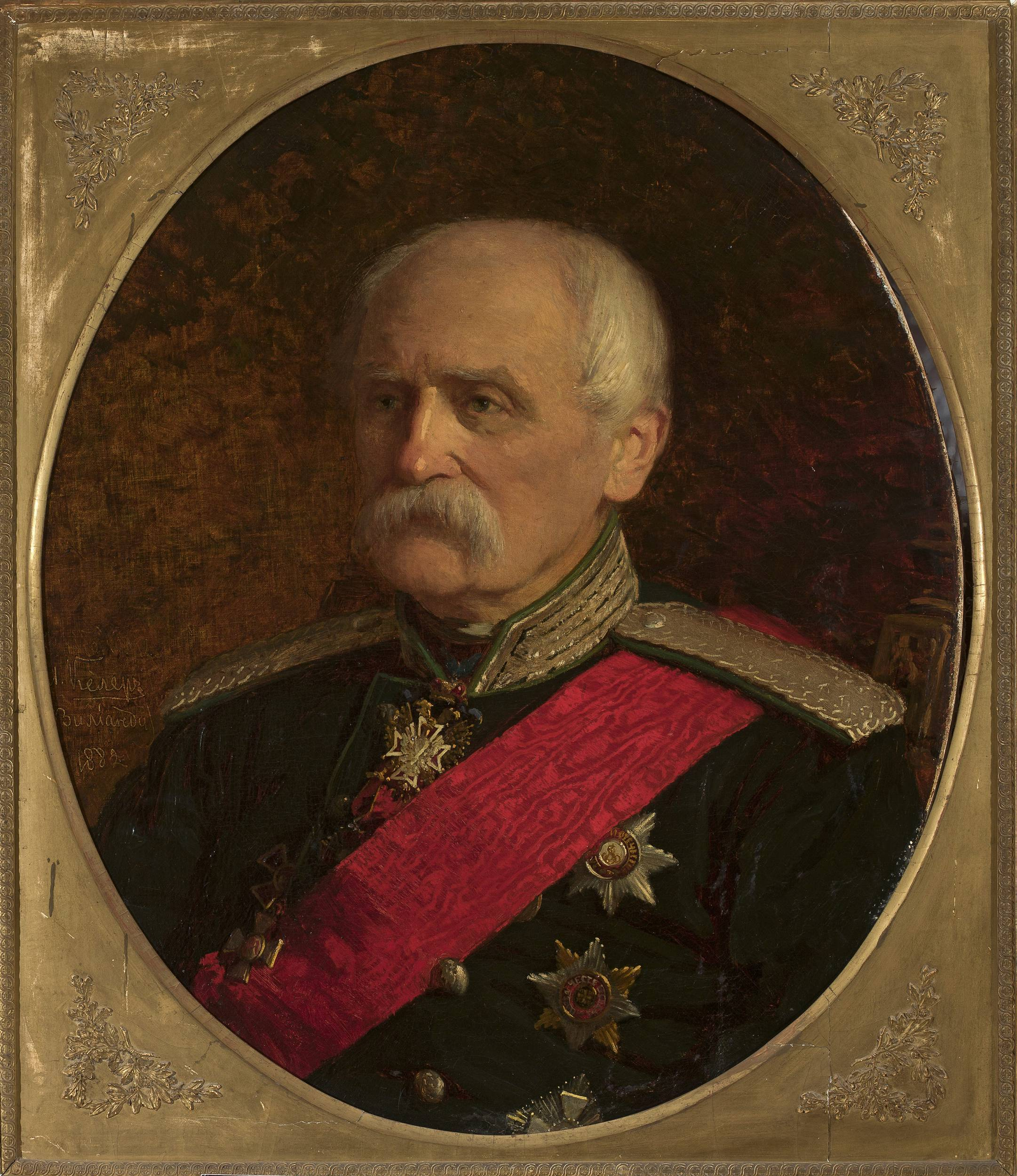
Stanisław Kierbedź (Johann Köler,1882, Nationalmuseum Warschau)

Stanisław Walerianowitsch Kierbedź (russisch Станислав Валерианович Кербедз; * 24. Februarjul. / 8. März 1810greg. auf dem Landgut Naudvaris, Ujesd Ponewiesch, Gouvernement Wilna; † 7. Apriljul. / 19. April 1899greg. in Warschau) war ein russischer Verkehrs- und Brücken-Bauingenieur und Hochschullehrer.

## Leben
Kierbedź stammte aus einer polnisch-litauischen Landadelsfamilie. Er besuchte die Piaristenschule in Ponewiesch und dann das klassische Gymnasium in Kaunas. 1826–1828 studierte er an der Universität Wilna. Darauf ging er nach St. Petersburg und studierte am Institut des Verkehrsingenieur-Korps mit Abschluss 1831. Er blieb dann dort als Repetent.
Ab 1834 hielt Kierbedź eine Vorlesung über Angewandte Mechanik für die Offiziersklassen der St. Petersburger Militäringenieur-Hauptschule. Ab 1837 war er Dozent für Baumechanik und Praktische Mechanik am Institut des Verkehrsingenieur-Korps.
Von Juni 1837 bis September 1838 besuchte Kierbedź im Rahmen einer Auslandsabordnung zusammen mit Pawel Melnikow westeuropäische Universitäten und untersuchte das Verkehrswesen in England, Belgien, Frankreich und Deutschland. In seinem Bericht hob er die Vorteile des Eisenbahnverkehrs hervor, der jedoch nicht den rentableren Wasserstraßenverkehr verdrängen würde. Nach der Rückkehr begann er eine Newa-Brücke zu projektieren. Auch hielt er Mechanik-Vorlesungen am St. Petersburger Berginstitut, an der Feldingenieur-Hauptschule und an der Marineinfanterie-Schule. Von August 1841 bis 1843 hielt er eine Vorlesung über Angewandte Mechanik an der Universität St. Petersburg.

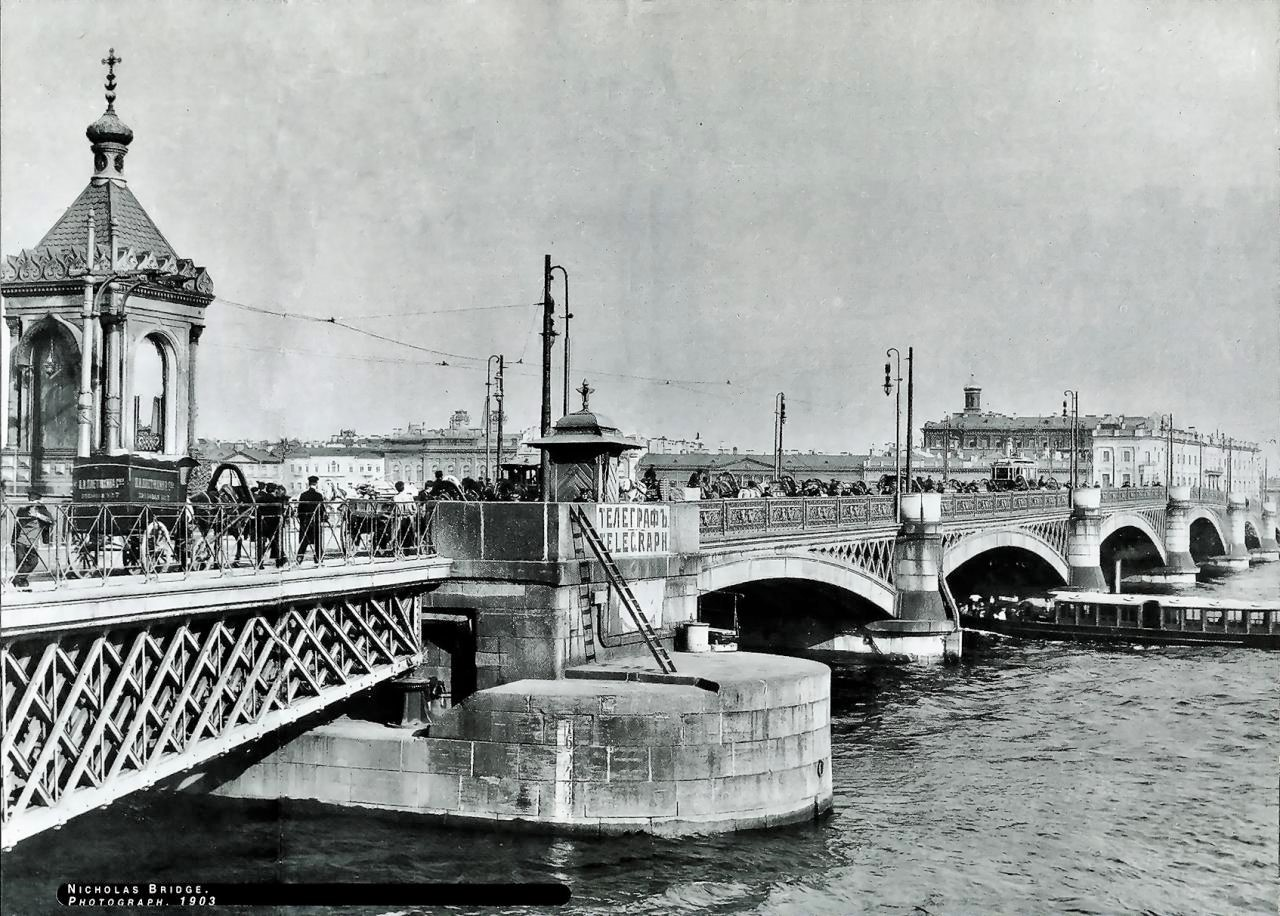
St. Petersburger Newa-Brücke

Von Maurice Destrem erhielt Kierbedź 1842 den Auftrag, das Projekt einer ständigen Brücke über die Newa durchzuführen, die zunächst nur Newa-Brücke hieß. Beim Beginn des Baus im Dezember 1843 wurde Kierbedź zum Oberstleutnant und beim Abschluss 1850 zum Oberst befördert. Später wurde er Generalmajor. Seine Lehrtätigkeit hatte er 1849 vollständig aufgegeben, um nur noch als Ingenieur zu arbeiten. 1851 wurde er zum Korrespondierenden Mitglied der Kaiserlichen Akademie der Wissenschaften (IAN) gewählt.

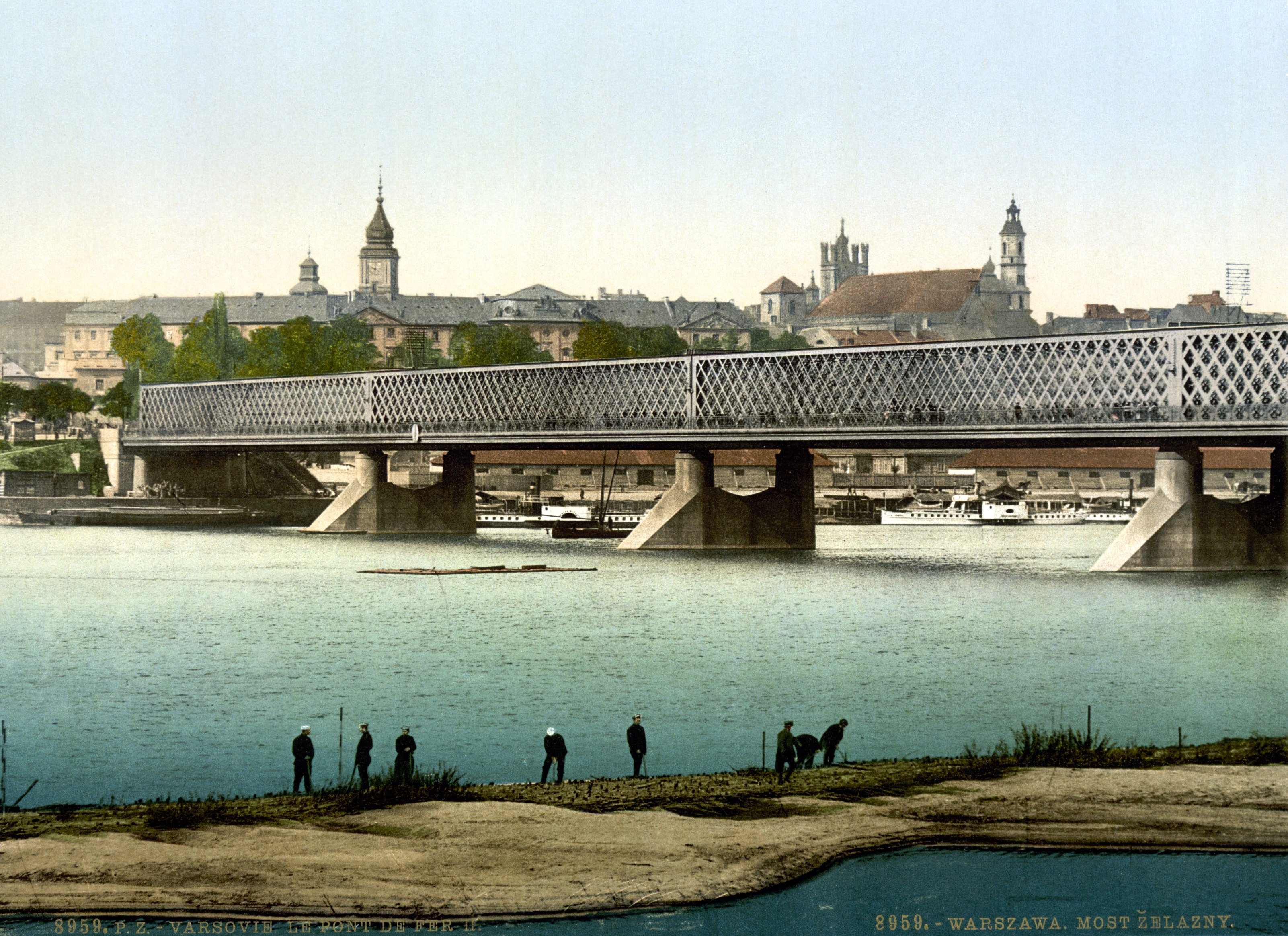
Warschauer Weichselbrücke

Kierbedź wurde 1852 Vizedirektor beim Bau der Petersburg-Warschauer Eisenbahn. Zunächst informierte er sich in Westeuropa über den Bau der neuen Metallbrücken. Dann baute er eine Gusseisen-Fachwerk-Brücke über die Luga, womit er den Anstoß für die Verwendung solcher Brücken in Russland gab. 1856–1859 leitete er die Arbeiten für den Bau der Petersburger Eisenbahn. Ab Januar 1858 war er Mitglied des Rats der Hauptverwaltung für Verkehr und öffentliche Gebäude des Kaiserreichs Russland. Ab Juli 1861 leitete er die Verkehrsregion VII. Von August 1862 bis Dezember 1863 leitete er die Verkehrsverwaltung im Königreich Polen. In dieser Zeit projektierte er die Warschauer Weichselbrücke. Nach der Beförderung zum Ingenieur-Generalleutnant 1868 wurde er als Geheimer Rat (III. Rangklasse) in den Zivildienst übernommen. 1872 wurde er Vorsitzender des Internationalen Komitees beim Verkehrsministerium. Aus der Arbeit dort resultierte der St. Petersburger Meereskanal, d. h. das Fahrwasser aus der Newa-Mündung bis zur Insel Kotlin. 1881 wurde er Wirklicher Geheimer Rat (II. Rangklasse). Nach der Aufteilung des Rats des Verkehrsministeriums in eine Verwaltungs- und eine Technik-Abteilung 1884 war er zunächst Vorsitzender der Verwaltungsabteilung und ab 1887 Vorsitzender der Technik-Abteilung. Ab 1886 war er Mitglied des neuen Rats für Eisenbahnangelegenheiten. 1886 und 1887 vertrat er den Verkehrsminister und den Vizeverkehrsminister. 1891 schied er krankheitshalber aus dem Dienst und ließ sich in Warschau nieder.
Kierbedź war zweimal verheiratet. Mit seiner ersten Frau Paulina Montrymowicz (1827–1847) bekam er die Tochter Paulina (1847–1889), die auf dem St. Petersburger Smolensker Friedhof im lutherischen Teil begraben wurde. Mit seiner zweiten Frau Maria Janowska (1832–1915) bekam er vier Söhne, von denen zwei als Kind starben, und zwei Töchter. Eugenia (1859–1946) war eine Wohltäterin in Warschau und starb in Rom.
Kierbedź starb am 19. April 1899 in Warschau und wurde auf dem Powązki-Friedhof begraben.

## Ehrungen
- Orden des Heiligen Wladimir III. Klasse (1851), II. Klasse (1864), I. Klasse (1889)
- Sankt-Stanislaus-Orden I. Klasse (1855)
- Roter Adlerorden II. Klasse (1857)
- Ehrenmitglied der IAN (1858)[2]
- Russischer Orden der Heiligen Anna I. Klasse (1859)
- Kaiserlich-Königlicher Orden vom Weißen Adler (1871)
- Alexander-Newski-Orden (1879)